# Круази, Аристид
Аристид Онезим Круази (фр. Aristide Onésime Croisy; 31 марта 1840, Фаньон Шампань — Арденны — 7 ноября 1899, там же) — французский скульптор.

## Биография
Сын каменщика. С 1857 обучался в парижской Национальной высшей школе изящных искусств под руководством Армана Туссена и Шарля Гюмери. Позже был учеником Огюста Дюмона.
В 1863 году удостоен 2-й Римской премии. В 1865 году за свою скульптуру получил большую медаль Школы изящных искусств.
Его дебют в парижском Салоне состоялся в 1867 году.

## Творчество
Автор многих статуй, украшающих сады Пале-Рояля, Лувра, Парижскую мэрию и другие места Парижа.
Прославился рядом памятников, посвящённых Франко-прусской войне 1870—1871 гг.. Автор монументов патриотического звучания в Орлеане, Луаре и др. городах Франции. Среди них: памятники генералам А. Шанзи (в Орлеане и Ле-Мане) и Ж. Буланже, композиция «Защита знамени», а также композитору Э. Мегюлю (в Живе), статую Франческе да Римини.
В 1877 году Круази работал над восстановлением капеллы Версальского дворца. Он создал ряд аллегорических статуй для памятников в Париже, архитектурные украшения для Парижской фондовой биржи.
В 1885 награждён орденом Почётного легиона.

## Галерея

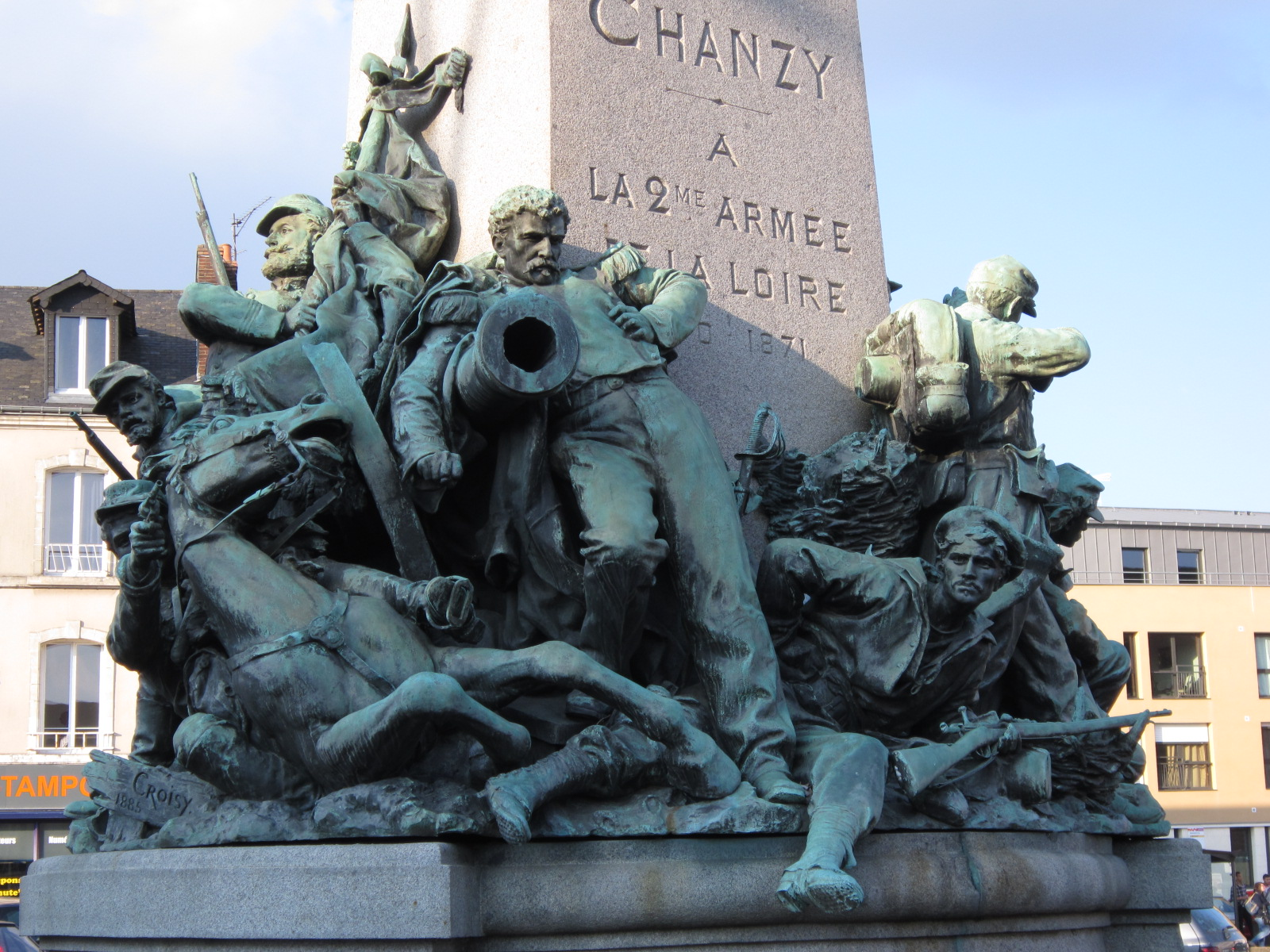
Фрагмент памятника генералу А. Шанзи в Ле-Мане
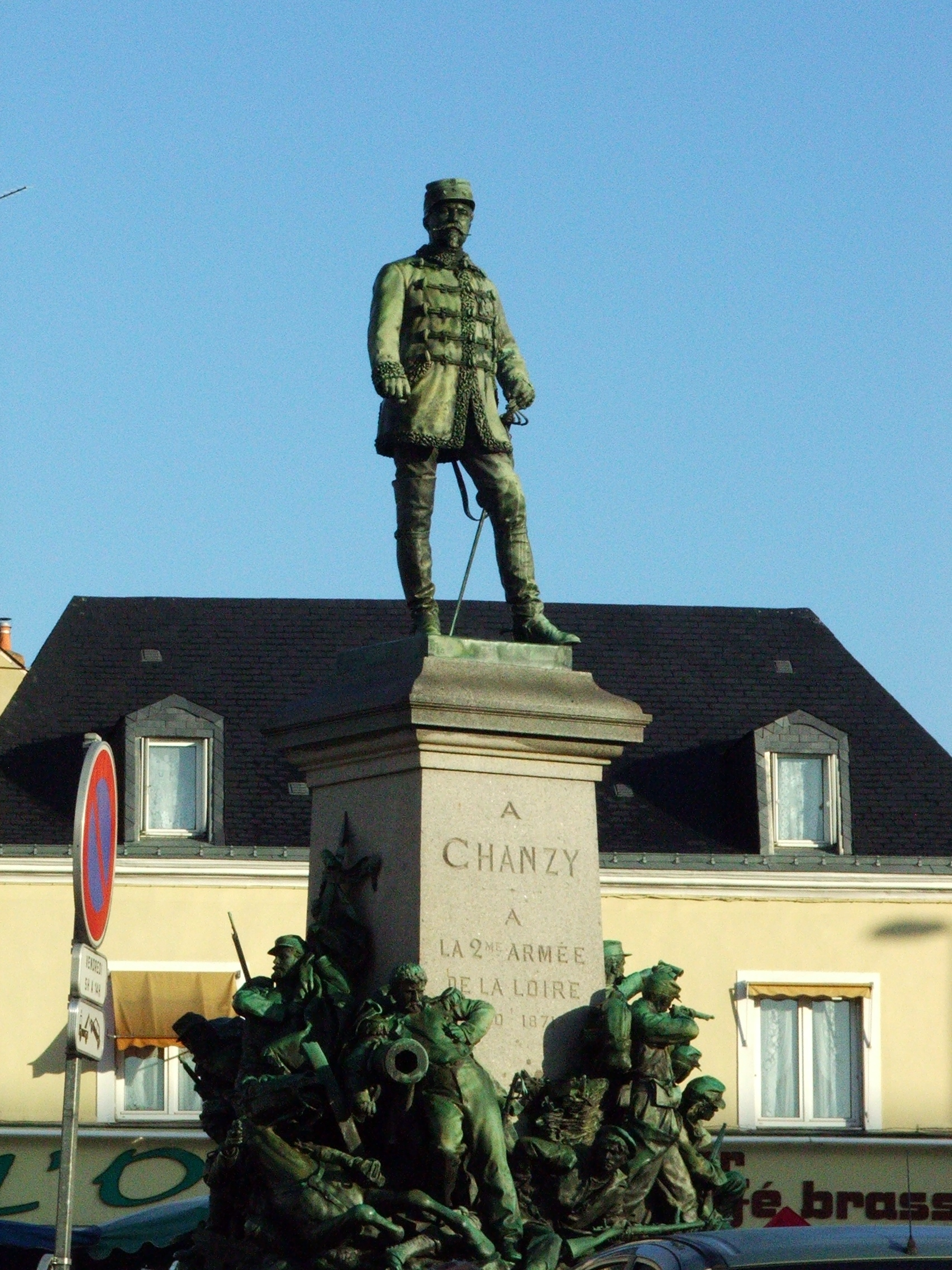
Памятник генералу А. Шанзи в Ле-Мане
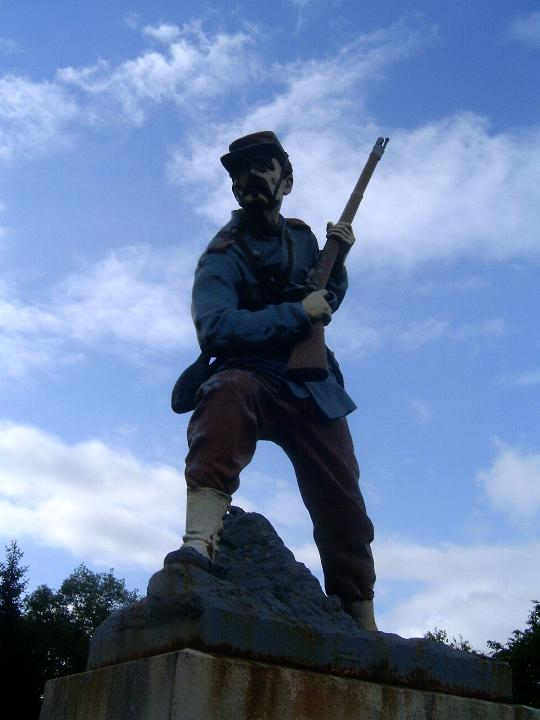
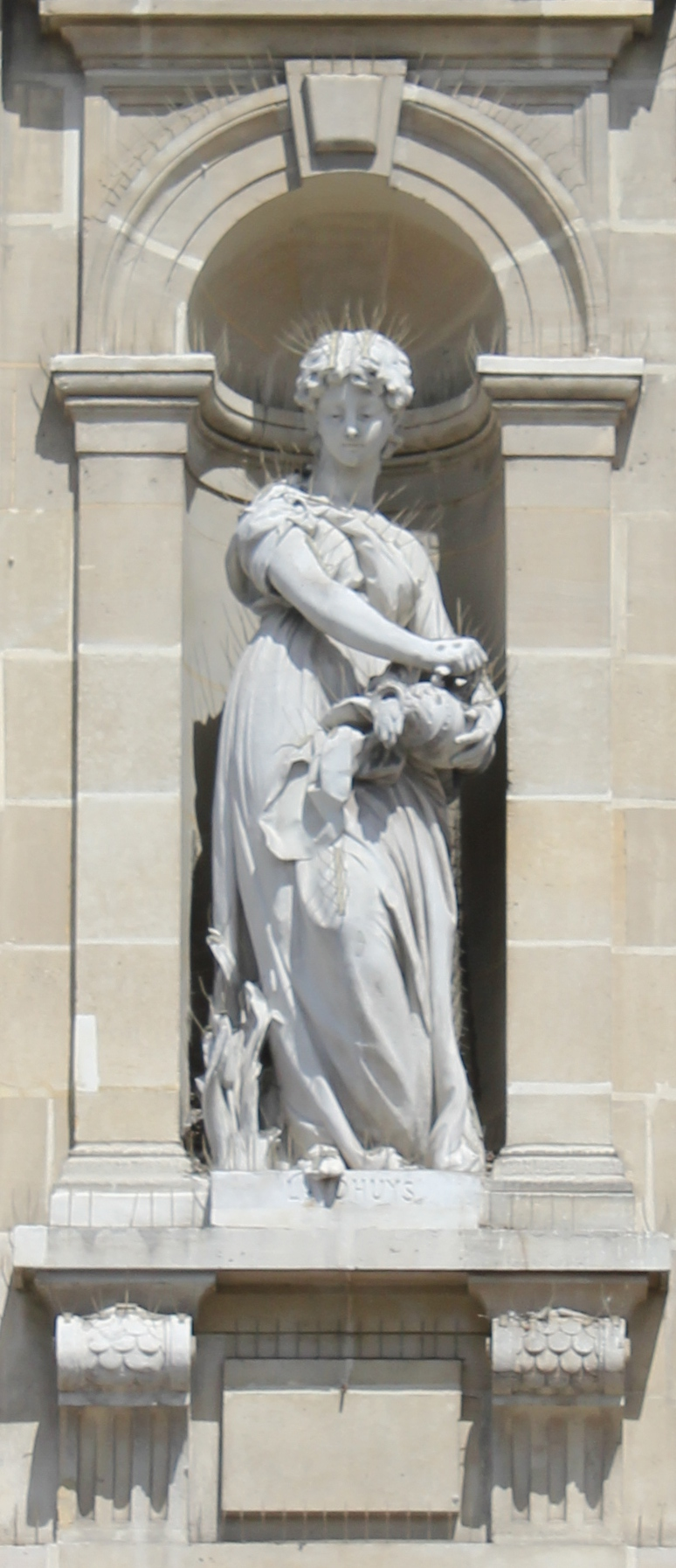
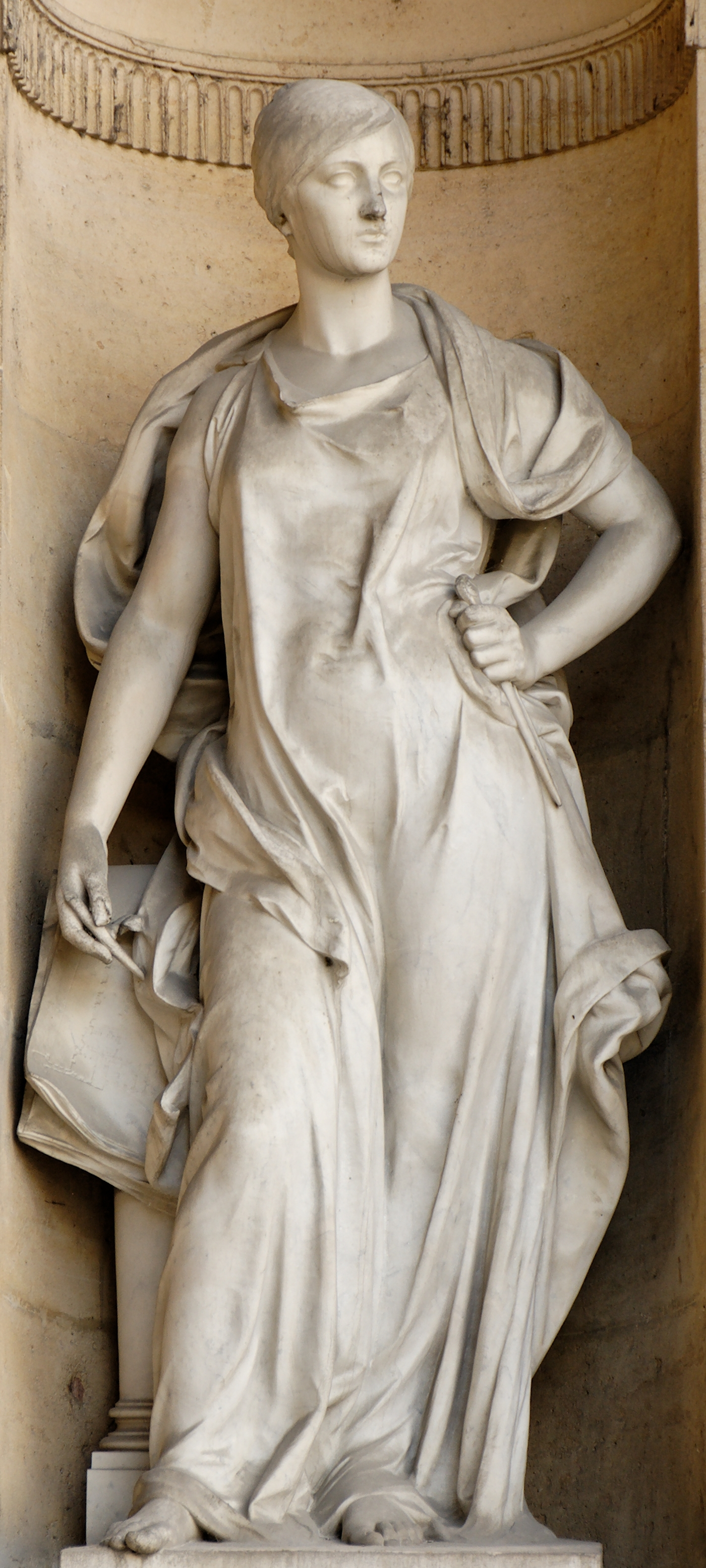
Аллегория «Архитектуры» в Лувре
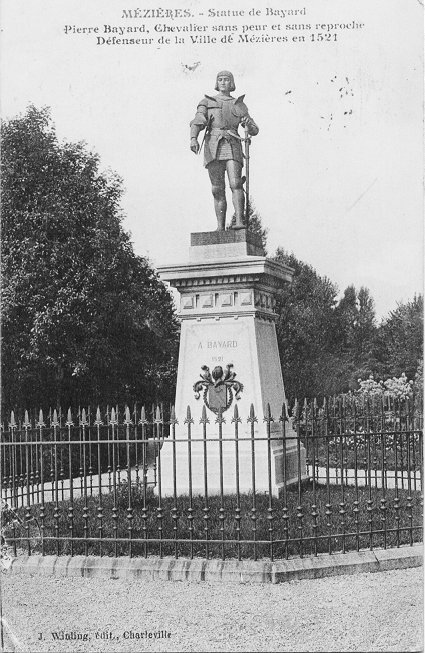
Памятник де Баярду
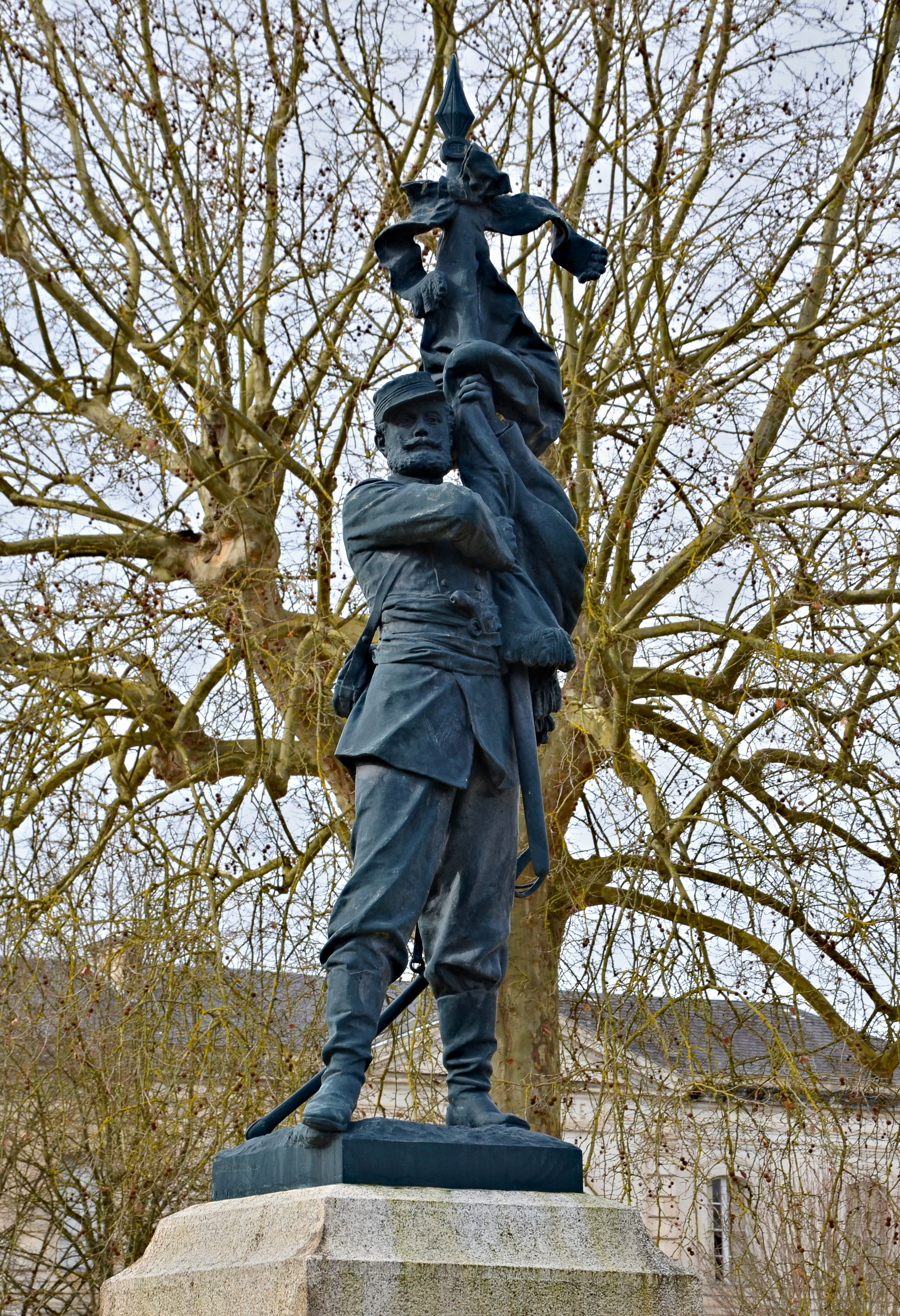
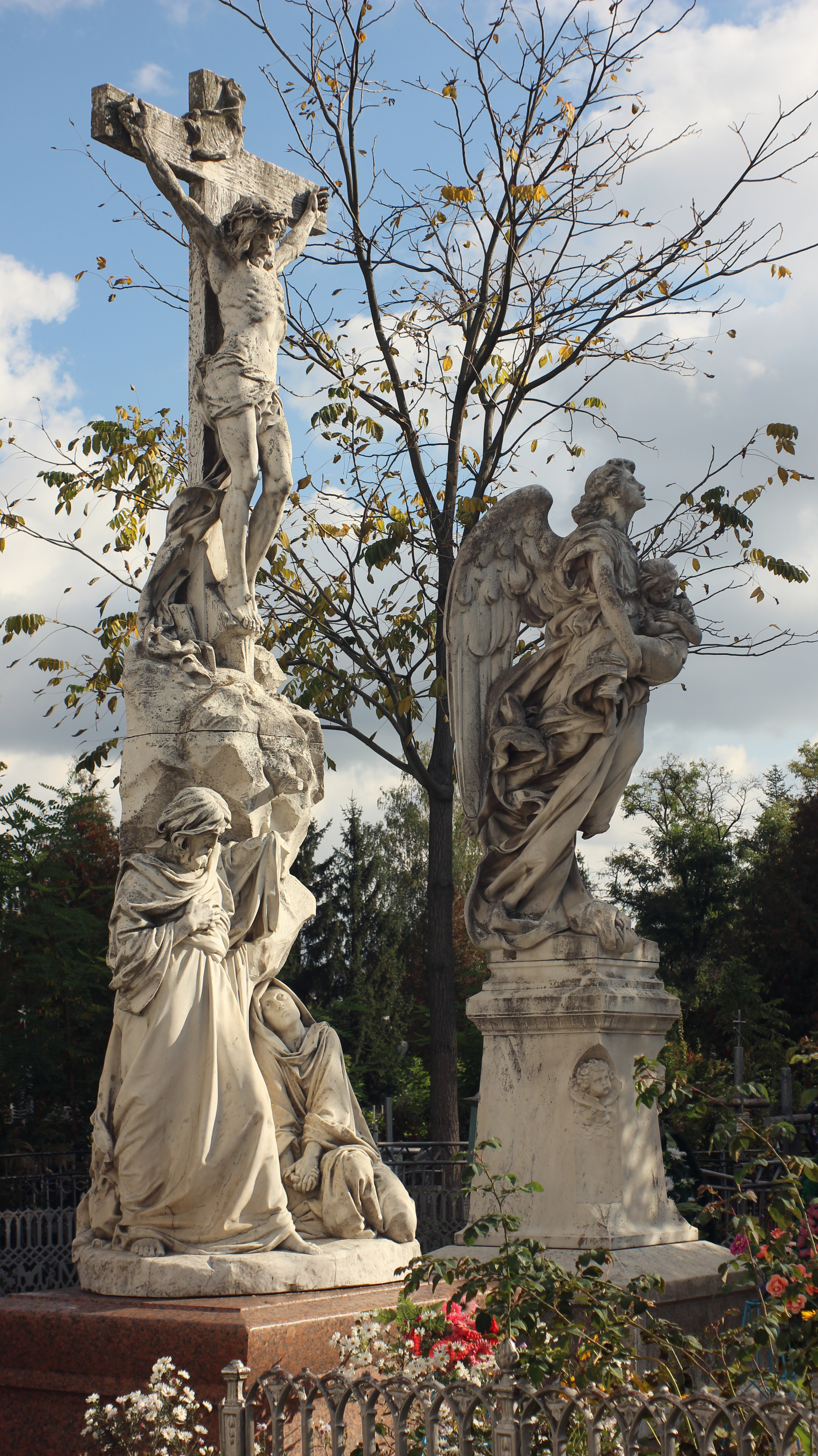
Памятник на могиле дочери П. И. Харитоненко – Зинаиды (Сумы, Центральное кладбище близ Петропавловской церкви)